# Guigou (Marocco)
Guigou  (in arabo كيكو‎?) è un centro abitato e comune rurale del Marocco situato nella provincia di Boulemane, regione di Fès-Meknès. Conta una popolazione di 21 607 abitanti (censimento 2014).